# Caterina Barbieri
Caterina Barbieri (Bolonya, 1990) és una compositora italiana de música electrònica experimental resident a Berlín.
Barbieri és diplomada en guitarra clàssica, té una llicenciatura en música electroacústica del Conservatori de Bolonya i una llicenciatura de la Facultat d'Humanitats i Filosofia de la Universitat de Bolonya amb una tesi sobre etnomusicologia dedicada a la música hindustànica i el minimalisme.

## Estil musical
Barbieri explora temes relacionats amb la intel·ligència artificial i la percepció orientada a objectes sonors minimalistes, tot investigant els efectes psicofísics de la repetició i les operacions basades en el potencial polifònic i polirítmic dels seqüenciadors per a dibuixar geometries artístiques complexes en el temps i l'espai.
La pràctica musical de Barbieri gira entorn de l'ús creatiu de complexes tècniques de seqüenciació que exploraren els patrons de la percepció humana i els processos de memòria mitjançant la inducció, en última instància, d'un sentit d'èxtasi i contemplació. La computació passa de ser una tècnica d'escriptura formal i automàtica a una pràctica psicodèlica creativa per a generar al·lucinacions temporals. Un estat de trànsit i meravella on la percepció del temps és distorsionada i desafiada com una retroalimentació cognitiva integradora entre humans i tecnologia.

## Discografia
- Vertical (Cassauna, 2014)[4]
- Patterns Of Consciousness (Important Records, 2017)
- Born Again In The Voltage (Important Records, 2018)
- Ecstatic Computation (Editions Mego, 2019)